# Лютерштадт-Айслебен
Лютерштадт Айслебен, Лютерштадт Эйслебен (нем. Lutherstadt Eisleben — Город Лютера Айслебен) — коммуна и город в Германии, второй по величине город в районе Мансфельд-Зюдгарц, расположен в восточной части гор Гарц земли Саксония-Анхальт, в 60 километрах западнее Лейпцига.
Официальный код — 15 2 60 017.
До 1946 года носил название Айслебен, получил дополнение к названию Лютерштадт (нем. Lutherstadt) — «город Лютера» в честь Мартина Лютера, который родился, крестился и умер в этом городе. Мемориалы связанные с Лютером в Айслебене и Виттенберге с 1996 года входят в список Всемирного наследия ЮНЕСКО.
Коммуна подразделяется на 12 районов.

## История
Айслебен впервые упомянут в 997 г. как ярмарка под названием Islebia, а с 1180 г. упоминается как город.
В 1933 г. одна из гимназий Айслебена подверглась нападению штурмовиков, что вошло в историю как немецкое Айслебенское кровавое воскресенье.

## Демография
Население неуклонно сокращается с середины 1960-х годов из-за эмиграции и снижения рождаемости, хотя площадь города постоянно увеличивается за счёт инкорпорации.
| Год  | Население | Год  | Население |
| ---- | --------- | ---- | --------- |
| 1964 | 44773     | 2010 | 25489     |
| 1971 | 41682     | 2011 | 25380     |
| 1981 | 37330     | 2012 | 24384     |
| 1989 | 35374     | 2013 | 24284     |
| 1995 | 31882     | 2014 | 24346     |
| 2000 | 29526     | 2015 | 24198     |
| 2002 | 28848     | 2016 | 23940     |
| 2004 | 28040     | 2017 | 23651     |
| 2006 | 27037     | 2018 | 23373     |
| 2008 | 26190     | 2020 | 22668     |
|      |           |      |           |

## Структура города
Город Лютерштадт Айслебен разделён на следующие районы:
| Район            | Число жителей | Образование общины | Районы Айслебена |
| ---------------- | ------------- | ------------------ | ---------------- |
| Helfta           | etwa 6.000    | 1. Januar 1960     | Районы Айслебена |
| Volkstedt        | 1.271         | 1. Januar 2004     | Районы Айслебена |
| Rothenschirmbach | 672           | 1. Januar 2005     | Районы Айслебена |
| Wolferode        | 1.309         | 1. Januar 2005     | Районы Айслебена |
| Polleben         | 1.079         | 1. Januar 2006     | Районы Айслебена |
| Unterrißdorf     | 461           | 1. Januar 2006     | Районы Айслебена |
| Bischofrode      | 693           | 1. Januar 2009     | Районы Айслебена |
| Osterhausen      | 1.031         | 1. Januar 2009     | Районы Айслебена |
| Schmalzerode     | 288           | 1. Januar 2009     | Районы Айслебена |
| Hedersleben      | 755           | 1. Januar 2010     | Районы Айслебена |
| Oberrißdorf      | etwa 200      | 1. Januar 2010     | Районы Айслебена |
| Burgsdorf        | 196           | 1. Januar 2010     | Районы Айслебена |

## Города-побратимы
- Рем, Франция (1962)
- Херне, Германия (1990)
- Мемминген, Германия (1990)
- Вайнхайм, Германия (1990)

## Известные жители
- Гертруда Великая (1256—1302), католическая святая, немецкий мистик.
- Мартин Лютер (1483—1546), протестантский богослов
- Иоганн Агрикола (1494—1566), протестантский богослов
- Филипп Крузиус фон Крузенштерн (1597—1676), дипломат, основатель рода Крузенштерн
- Фридрих-Готлиб Кёниг (Friedrich Gottlob Koenig) (1774—1833), изобретатель скоростного печатного пресса
- Карл Антонович Три́ниус (Carl Bernhard Trinius) (07.03.1778 - 12.03.1844) — немецкий и российский ботаник, академик Петербургской Академии наук (1823).
- Эрнст Лойшнер (Ernst Leuschner) (23.03.1826 in Waldenburg - 03.05.1898 in Eisleben), немецкий чиновник по горному делу, политик.
- Тимо Хоффманн (р. 1974), боксер.

## Фотографии

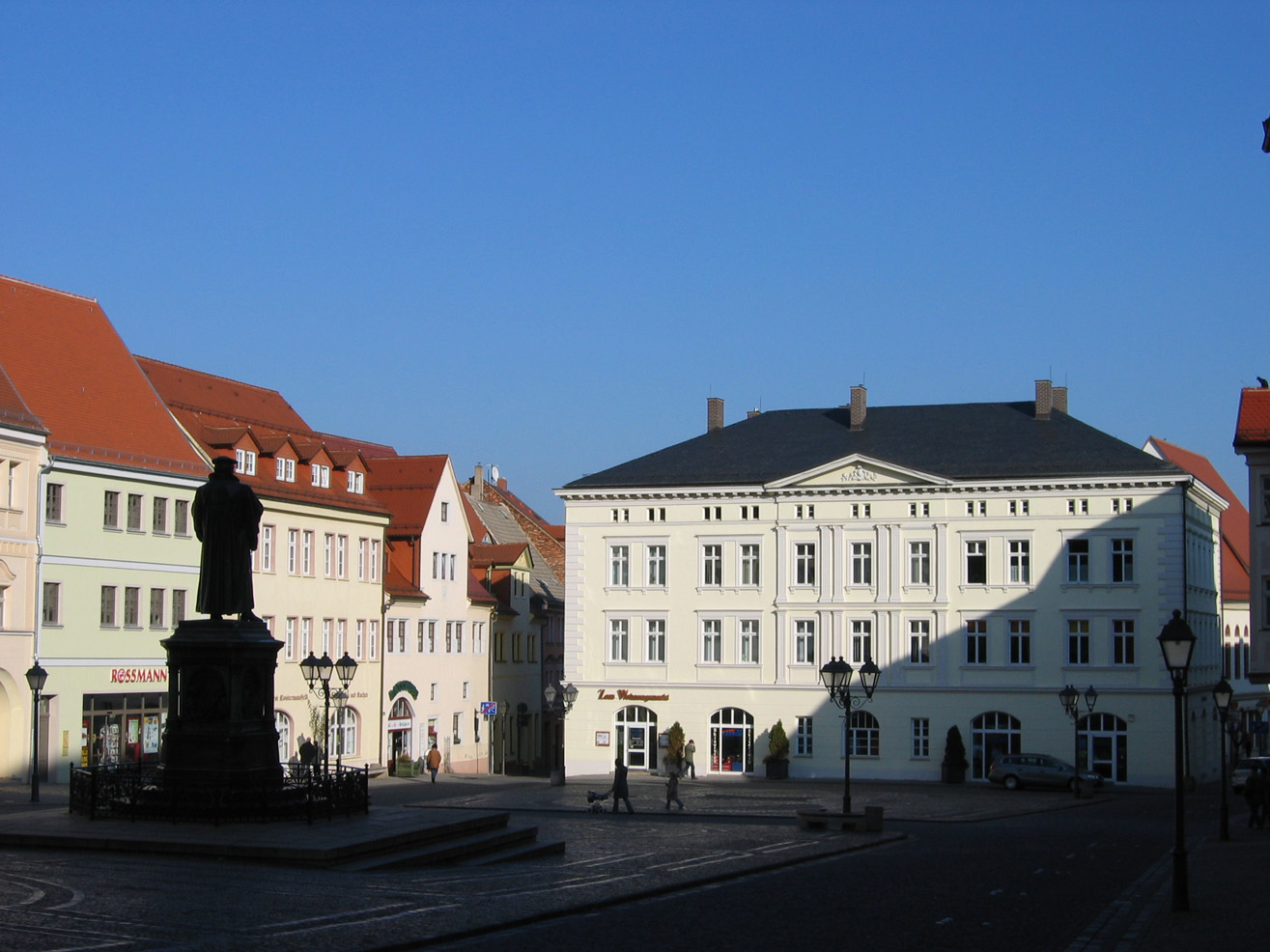
Рыночная площадь
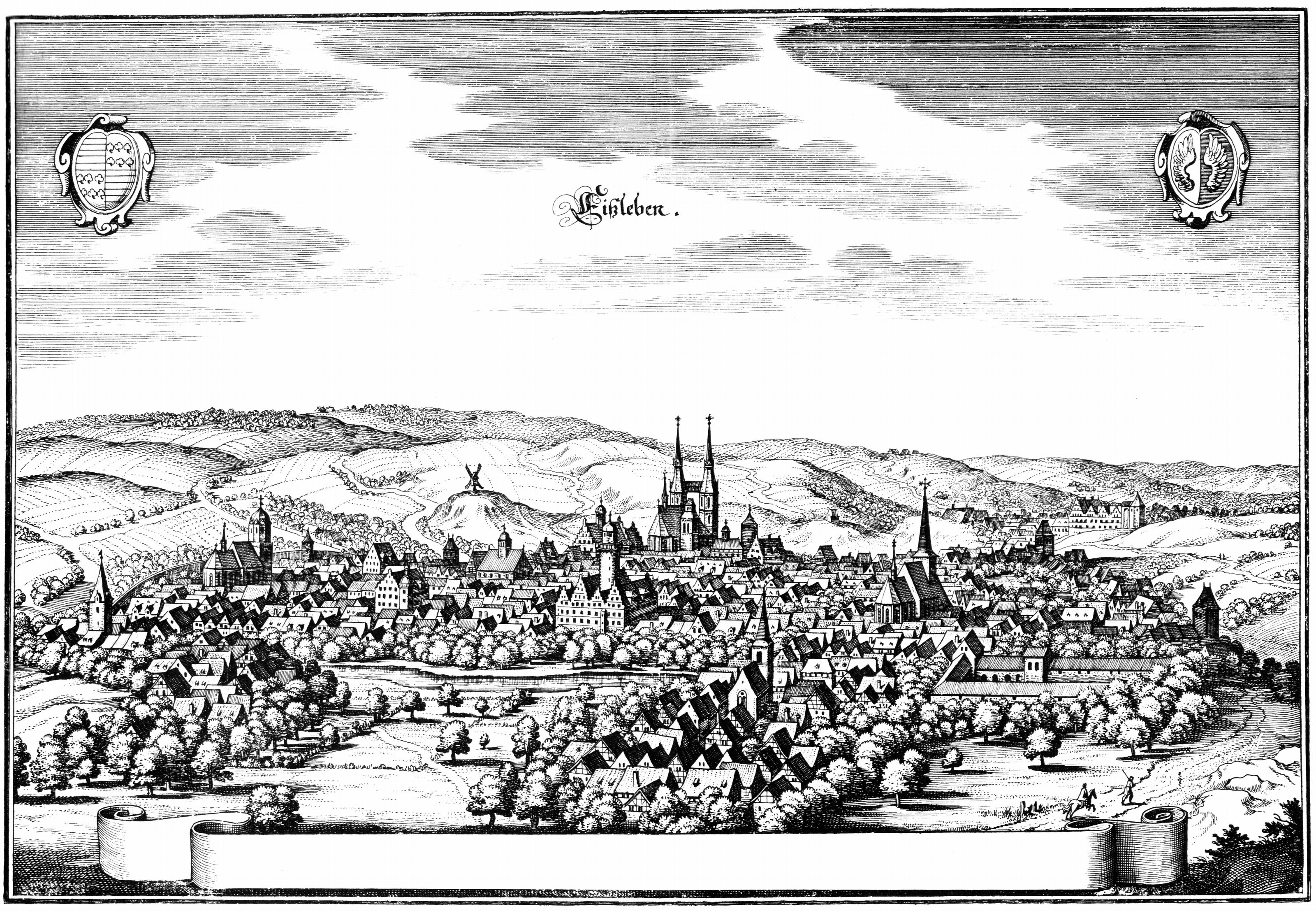
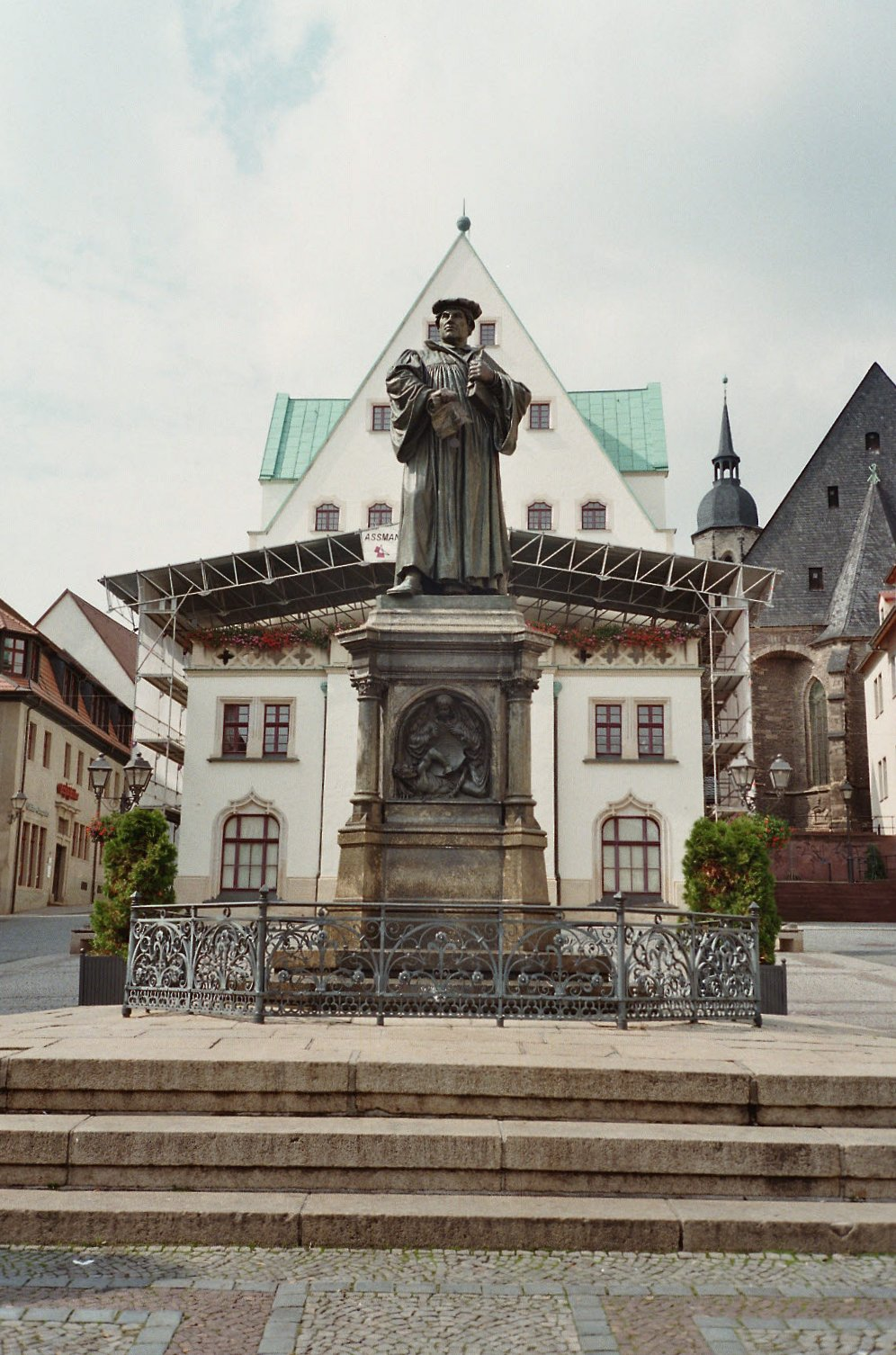
Рыночная площадь
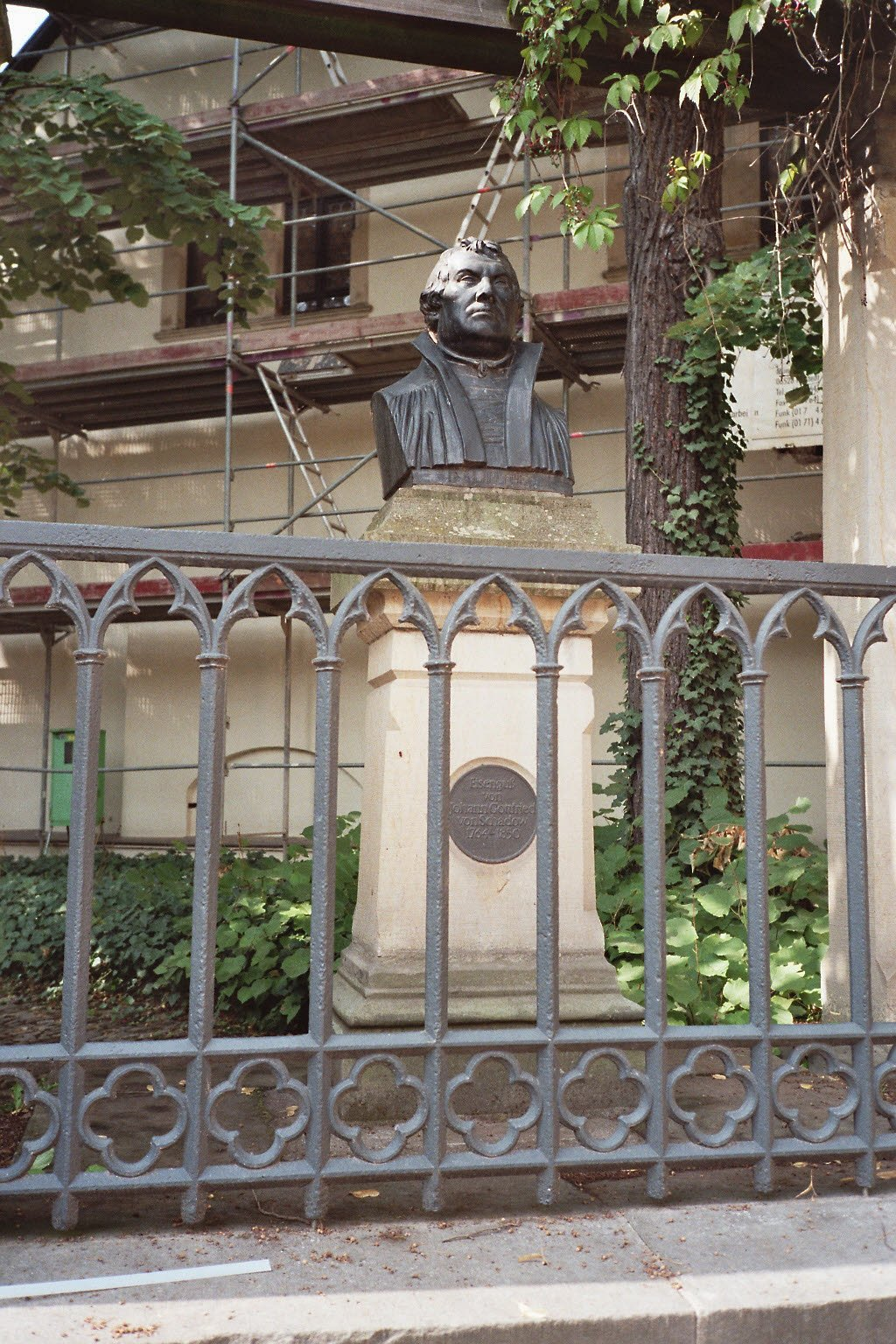
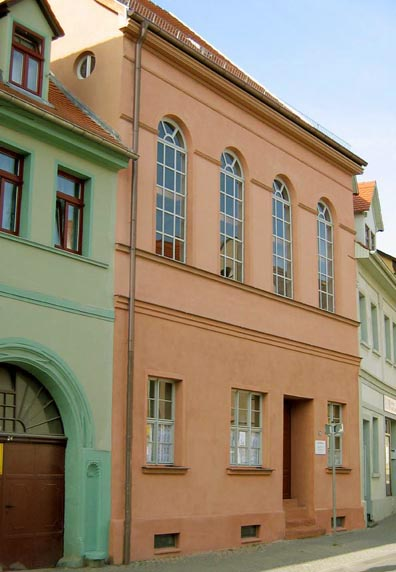
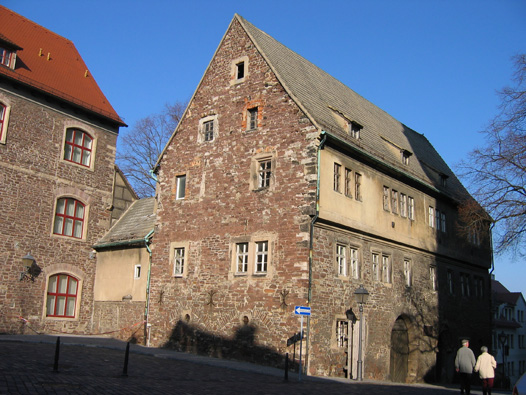
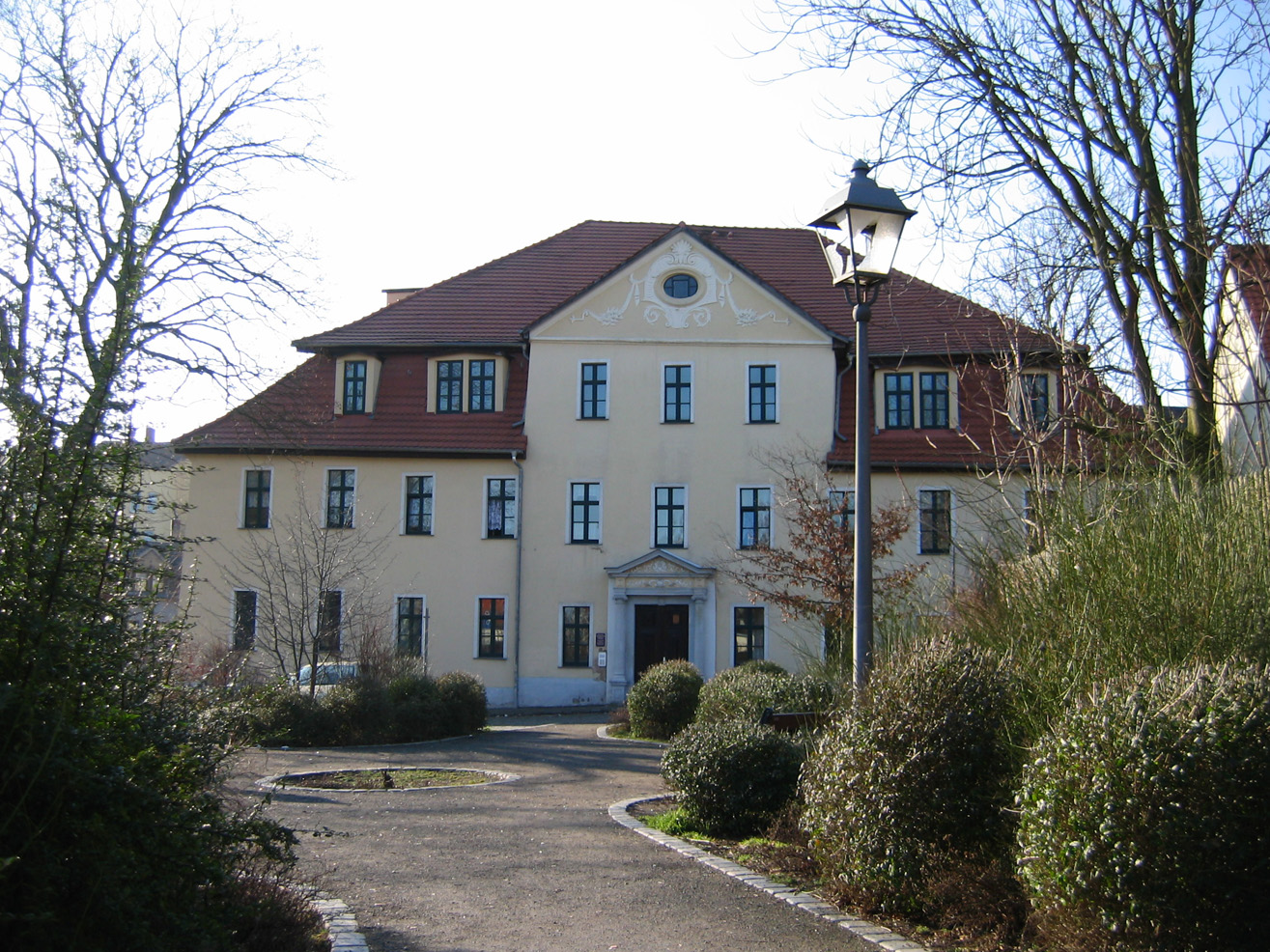